# Tereza de Benguela
Tereza de Benguela (Regne de Benguela, c. 1700 - Mato Grosso, 25 de juliol de 1770) va ser una dirigent quilombola. Va liderar el Quilombo de Quariterê, a la vora del Riu Guaporé, situat a les rodalies de Vila Bela da Santíssima Trindade, actual estat de Mato Grosso.

## Biografia
Nascuda a l'actual Angola, va ser esclavitzada i portada a la colònia del Brasil, on va ser adquirida pel capità Timóteo Pereira Gomes, de qui va poder fugir. Va arribar al Quilombo de Quariterê a la dècada del 1740. El poblat funcionaba mitjançant un sistema parlamentari, on els representants dels habitants es reunien setmanalment per decidir sobre l'administració, sent la veu més autoritzada la de José Piolho, un home que havia sigut esclavitzat per Antônio Pacheco de Morais.
Després de la mort de Piolho, a principis de la dècada del 1750, i va esdevenir en la principal representant del quilombo. Va dirigir-ne l'estructura política, econòmica i administrativa, mantenint un sistema defensiu amb les armes que havien intercanviat per manufactures o que havien robat en els pobles propers. La comunitat havia desenvolupat l'agricultura del cotó i disposava de telers on fabricaven teixits, que després comerciava, així com feia amb els excedents d'aliments.
Gràcies a la seva destresa, la comunitat negra i indígena va resistir els embats del govern colonial durant dues dècades. El 27 de juny de 1770, una expedició dirigida per Luís Pinto de Sousa Coutinho va dirigir-se cap al quilombo, amb la missió de destruir-lo. Van arribar al lloc el 22 de juliol i van obrir-hi foc contra els habitants, però la majoria va aconseguir fugir. Tereza va resistir, intentant foragitar els soldats amb un grapat d'armes de foc i fletxes, que no van ser suficients. Quan l'ofensiva va terminar, la població que romania a Quariterê (79 negres i 30 indígenes) va ser empresonats o assassinats. Els supervivents van passar per la humiliació pública de ser marcades amb la lletra F, per "fugitiu" i van ser retornats als seus amos. La líder quilombola va ser capturada, empresonada i sentenciada a mort el dia 25. Tot seguit, va ser decapitada i el seu cos va ser exposat al públic.

## Homenatges

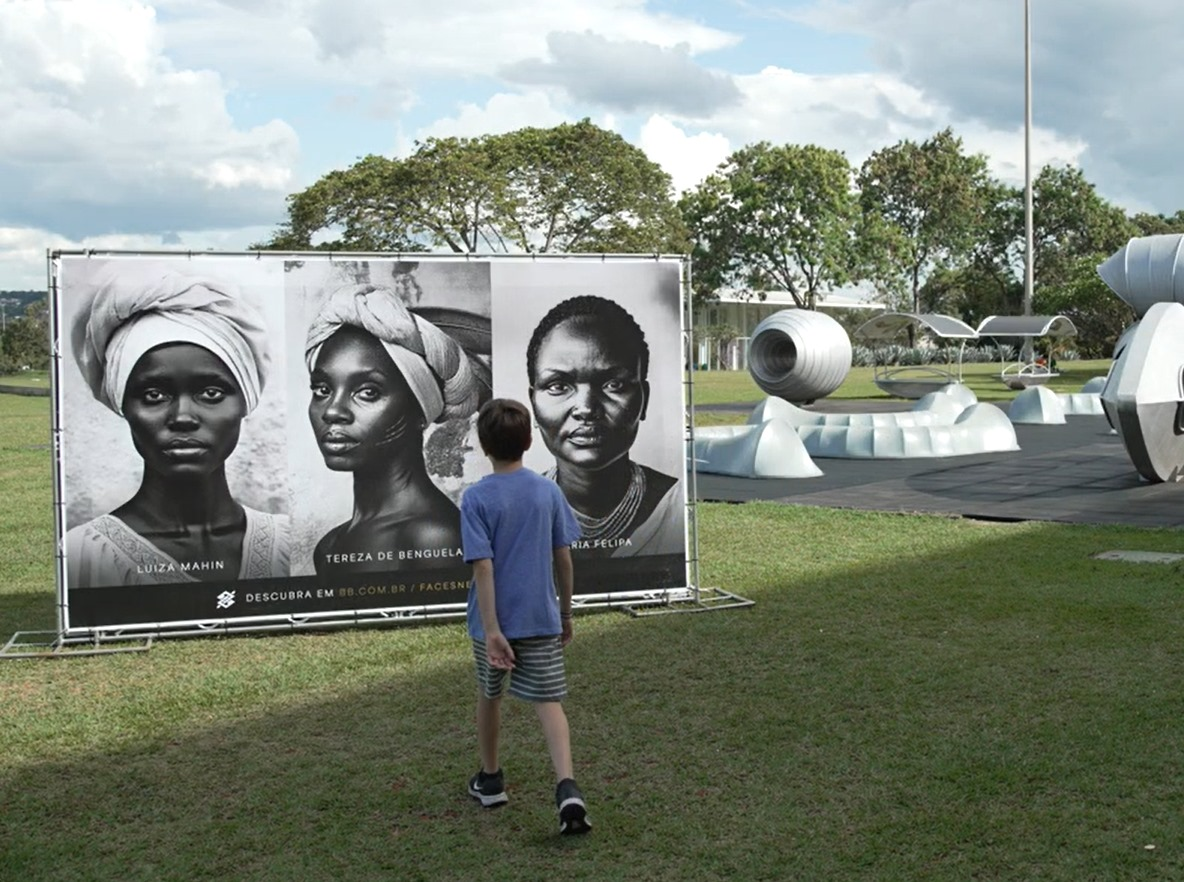
Exposició sobre Tereza de Benguela, Luiza Mahin i Maria Felipa al CCBB.

El 25 de juliol, data de la seva mort, s'ha establert al Brasil com el Dia Nacional de Tereza de Benguela i de la Dona Negra, en virtut de la llei federal núm. 12.987 de l'any 2014.
L'escola de samba Unidos do Viradouro va retre-li homenatge amb el samba-enredo Tereza de Benguela, uma rainha negra no Pantanal, alçant-se amb el 3r lloc del Carnaval de Rio de Janeiro de 1994. L'escola de samba paulista Barroca Zona Sul, va dedicar-li el samba-enredo del concurs de 2020, amb el títol Benguela… A Barroca Clama a Ti, Tereza.